# Steve Howey
Stephen Norman ("Steve") Howey (Sunderland, 26 oktober 1971) is een Engels voormalig betaald voetballer. Howey speelde doorgaans als centrale verdediger en verzamelde tussen 1994 en 1996 vier caps in het Engels voetbalelftal.

## Clubcarrière

### Newcastle United
Howey speelde van 1989 tot 2000 voor Newcastle United en behaalde succes medio jaren negentig. Hij begon als middenvelder, maar werd door de Argentijnse trainer Osvaldo Ardiles omgevormd tot centrale verdediger. Onder leiding van de nieuwe trainer Kevin Keegan promoveerde Howey in 1993 met Newcastle naar de Premier League. Daarin eindigde hij twee maal als tweede achter Manchester United, waardoor de club beide keren Europees voetbal afdwong. In 1996 mocht Howey deelnemen aan de UEFA Cup en in 1997 aan de UEFA Champions League. Newcastle strandde in de kwartfinales tegen AS Monaco en de groepsfase, respectievelijk.
Howey speelde 191 competitiewedstrijden voor Newcastle, destijds "The Entertainers" genoemd  met spelers als Alan Shearer, Les Ferdinand, Keith Gillespie en Faustino Asprilla.
Howey scoorde zes doelpunten voor The Magpies in elf seizoenen bij de club.

### Manchester City
In 2000 verhuisde hij naar Manchester City, waarmee hij naar de Football League First Division degradeerde aan het einde van het seizoen 2000/01. Tot heden, 2020, is dit de laatste degradatie die Manchester City overkwam. Howey en de club keerden na een seizoen alweer terug naar de Premier League en sindsdien speelt men onafgebroken in de hoogste afdeling.
Howey scoorde de gelijkmaker in de Manchester-derby tegen Manchester United waarbij Alf-Inge Håland, de vader van Erling Braut Håland, in de lucht getorpedeerd werd door United-aanvoerder Roy Keane. Daarover vloeide veel inkt in de pers. Håland, die zich daarbij blesseerde aan de knie, moest zijn carrière later beëindigen omwille van de ingreep van Keane.

### Leicester City en Bolton Wanderers
Howey verliet Manchester City in 2003, waarna hij voor Leicester City uitkwam. Leicester degradeerde in mei 2004 uit de Premier League.
Howey tekende echter al in januari 2004 voor Bolton Wanderers, waardoor hij niet mee degradeerde met Leicester. In mei 2004 verliet hij Bolton Wanderers.

### Latere carrière
Howey verhuisde naar de Verenigde Staten, waar hij uitkwam voor New England Revolution. De verdediger beëindigde zijn professionele loopbaan bij Hartlepool United in 2005.

## Interlandcarrière
Howey werd door bondscoach Terry Venables als centrale verdediger opgenomen in de selectie voor Euro 1996, dat werd gehouden in eigen land. Engeland stevende af op een sprookje, maar werd uitgeschakeld door Duitsland in de halve finale na een vermaarde strafschoppenserie. Gareth Southgate miste de allesbepalende strafschop, nadat Paul Gascoigne in de verlengingen een open doelkans onbenut liet.